# バンコク国立博物館

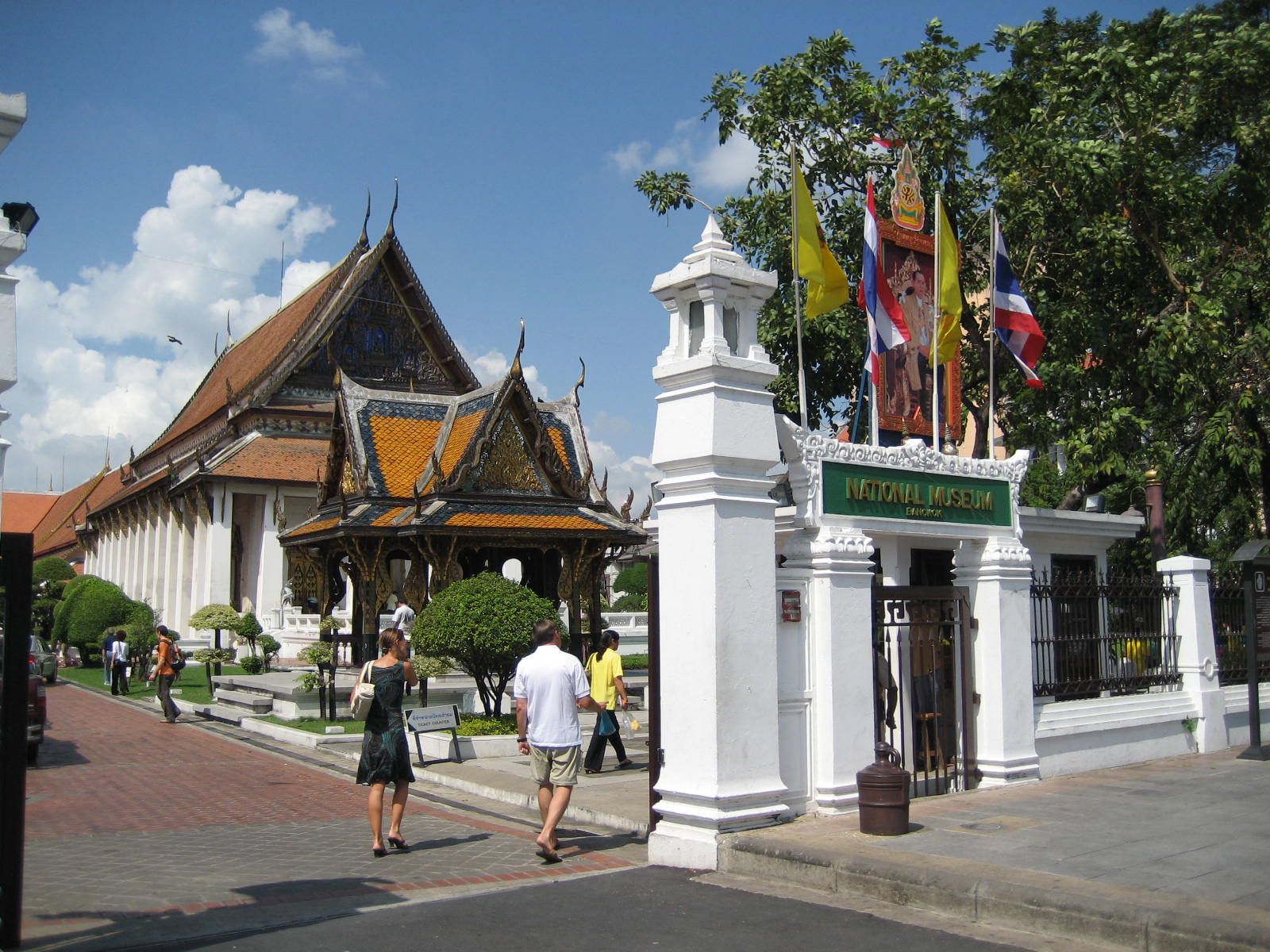
バンコク国立博物館

バンコク国立博物館 (タイ語: พิพิธภัณฑสถานแห่งชาติ พระนคร、英語:Bangkok National Museum) はタイ国立博物館の本館。博物館では主にタイ王国の美術、歴史を中心にした展示がされている。

## 概要
博物館は1874年、ラーマ5世によって創設され、王の定めた様式によって展示が行われた。現在、新石器時代に遡るタイの歴史を網羅した展示が行われている。収蔵品のなかには2003年にユネスコの『世界の記憶』遺産に登録されたラームカムヘーン大王碑文も存在する。
この博物館の所在地は、昔の副王の宮殿（前宮）である。また、展示棟として使用されている建造物群も昔のままの宮殿群である。

## 所在地
ナープラタート通り, プラボーロマハーラチャワン地区, プラナコーン区, バンコク, 10200 
(ถนนหน้าพระธาตุ แขวงพระบรมหาราชวัง เขตพระนคร กรุงเทพมหานคร 10200）

## 開館
- 開館時間: 09:00-16:00
- 閉館日:月、火
- ミュージアムツアー
  - タイ語:　1日2回 10:00、13:30
  - 英語、フランス語、日本語:　水　9:30
  - 英語、フランス語、ドイツ語:　木 9:30